# BR Engineering BR1
Chronologie des modèles
La BR Engineering BR1 est une voiture de course de type Sport-prototypes conçue par BR Engineering en partenariat avec Dallara, appartenant à la catégorie LMP1 des Le Mans Prototype de l'Automobile Club de l'Ouest.
Le constructeur russe BR Engineering, déjà présent en Sport-prototype avec la BR01 dans la catégorie LMP2 des Le Mans Prototype annonce en 2016 son souhait de s'engager dans la catégorie LMP1 à l'horizon 2018 avec un tout nouveau prototype développé en collaboration avec Dallara. Le développement s'est étalé tout au long de la saison 2017. Ce prototype est destiné à être engagé en compétition sous l'exploitation d'écuries privées dans le championnat du monde d'endurance FIA (WEC). BR Engineering a dévoilé sa BR1 dans le cadre des 6 Heures de Bahreïn 2017, le 17 novembre 2017. L'objectif pour cette voiture est une victoire aux 24 Heures du Mans.

## Développement
À la suite de la mise en place d'un partenariat avec Dallara pour la conception de la BR1, BR Engineering a ouvert des bureaux en Italie (à Parme), où des designers et ingénieurs russes et européens ont travaillé sur le projet. Lors du développement des éléments aérodynamiques du nouveau prototype, seize sessions en soufflerie ont été réalisées, d'une durée totale de 600 heures, au cours desquelles environ 1 000 tests ont été réalisés. Afin d'accompagner le développement de la voiture, le pilote russe Mikhail Aleshin a été impliqué dans le projet à partir de février 2017,,. La voiture a effectué ses premiers tours de roues quelques jours avant sa présentation officielle sur le circuit de Motorland Aragaon. Des essais ont ensuite été réalisés à Portimao, à Navarra et de nouveau à Motorland Aragaon  pour tester différents réglages moteurs et aérodynamiques ainsi que pour réaliser des tests d’endurance afin de préparer au mieux la saison 2018-2019 du championnat du monde.